# Trotzgården
Trotzgården är en byggnad i Hedemora, Dalarnas län. Den ritades av Lars Israel Wahlman och uppfördes som bostad åt Karl Trotzig år 1900. Wahlman hade kommit tillbaka från en resa till England där han blivit inspirerad av de engelska stilidealen. Byggnaden är i trä på timmerstomme, taket är av tegel. Huset har ett nationalromantiskt utseende, med stora takvolymer, höga skorstenar, utsirade trädetaljer och blyinfattade fönster.